# Мёлленбек (Мекленбург-Штрелиц)
Мёлленбек (нем. Möllenbeck) — община в Германии, в земле Мекленбург-Передняя Померания.
Входит в состав района Мекленбург-Штрелиц. Подчиняется управлению Нойстрелиц-Ланд. Население составляет 729 человек (на 31 декабря 2010 года). Занимает площадь 36,20 км².